# Remedios Albertina Ezeta Uribe
Remedios Albertina Ezeta Uribe (Toluca, Estado de México, 7 de agosto de 1907-23 de febrero de 1992) fue una abogada, académica y política mexicana, que como miembro del Partido Revolucionario Institucional (PRI) fue diputada federal de 1955 a 1958, una de las primeras cuatro mujeres en ser elegidas a dicho cargo por una legislatura completa.

## Biografía
Remedios Albertina Ezeta Uribe nació en la ciudad de Toluca, hija del abogado Gabriel M. Ezeta Orihuela. Tras concluir sus estudios básicos, en 1922 fue junto con Marúa Lagarda una de las dos primeras mujeres en ingresar a estudiar el bachillerato en el entonces Instituto Cientítifico y Literario del Estado de México (hoy la Universidad Autónoma del Estado de México). Tras concluir dichos estudios, pasó a la entonces Escuela Nacional de Jurisprudencia de la Universidad Nacional Autónoma de México de donde egresó como abogada en 1933 y ejerció como docente en el mismo Instituto mexiquense.

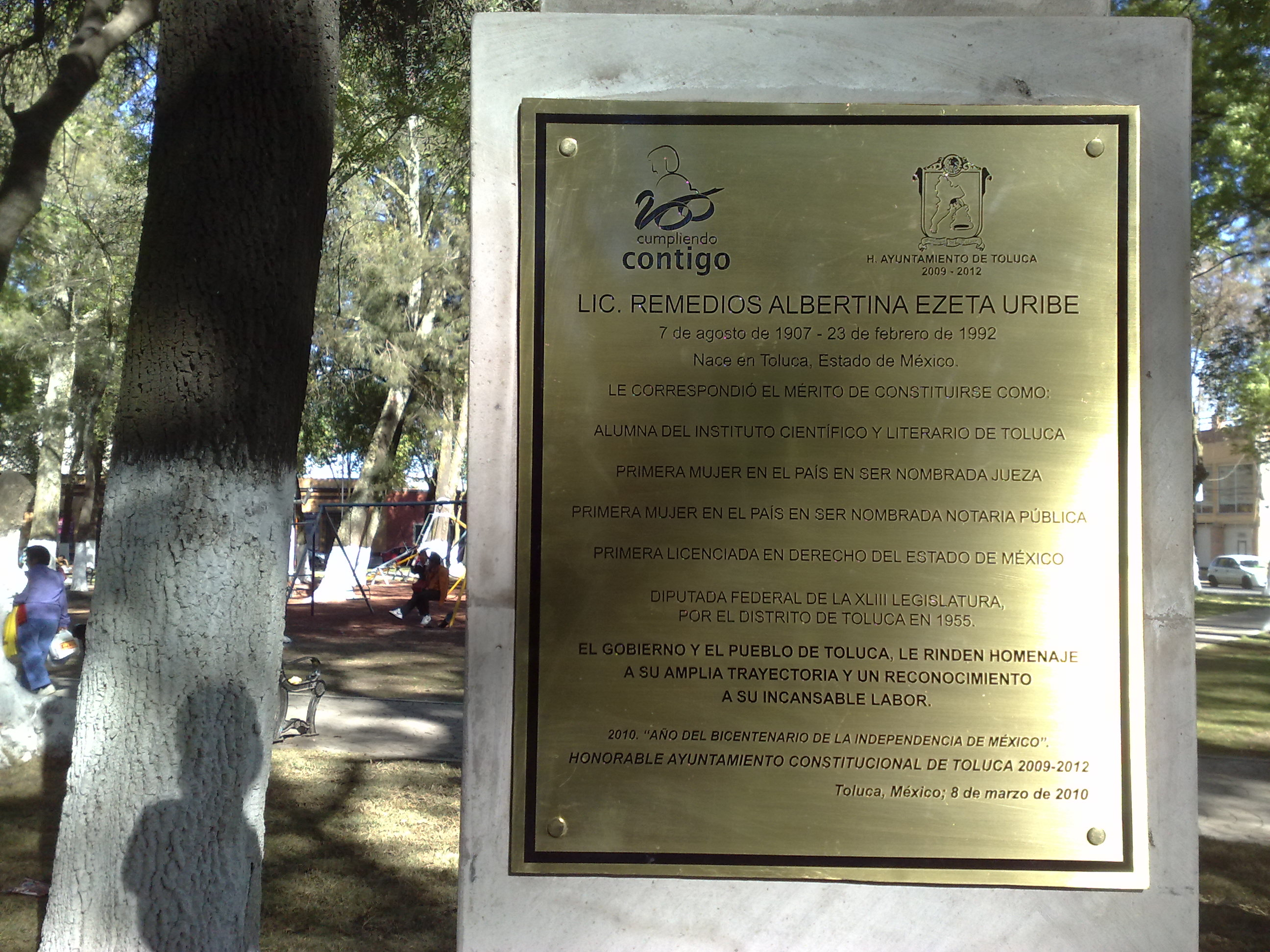
Placa dedicada a Remedios Albertina Ezeta Uribe

En 1940 fue elegida popularmente Jueza conciliadora de Toluca, de 1942 a 1944 fue integrante del Tribunal de Menores del Estado de México como jueza y abogada y luego jueza segunda de lo civil y penal en el distrito judicial de Toluca; en 1952 el gobernador del estado de México, Salvador Sánchez Colín, la nombró notaria pública. Todos los cargos anteriores fue la primera mujer en ejercerlos.
En 1955 fue postulada candidata del PRI y elegida diputada federal por el Distrito 6 del estado de México a la XLIII Legislatura que concluyó en 1958. Fue junto con Marcelina Galindo Arce, Margarita García Flores y María Guadalupe Urzúa Flores, una de las primeras cuatro mujeres elegidas al cargo de diputadas para una legislatura íntegra en la historia de México. Aurora Jiménez de Palacios, elegida en la legislatura anterior había sido la primera mujer diputada, pero solo ejerció un periodo extraordinario de 11 meses.
Tras su diputación, retornó a sus funciones como notaria que ejerció hasta 1971, igualmente continuó ejerciendo la docencia en la Escuela de Derecho de la UAEM y en la Escuela de Enfermería y Obstetricia de Toluca. Falleció el 23 de febrero de 1992.